# 阿蒙德靈內斯島
78°20′N 96°25′W / 78.333°N 96.417°W
阿蒙德靈內斯島是加拿大努納武特基吉柯塔魯克地區的島嶼，位於北冰洋，屬於斯維爾德魯普群島的一部分，面積5,255平方公里，最高點海拔高度265米，島上無人居住。

## 外部連結
- The Ringnes Islands （页面存档备份，存于） University of Guelph